# Графік біжучої послідовності
Графік послідовності, часова діаграма — лінійна діаграма, графік, що відображає часовий ряд даних. Часто дані, що відображаються, є частинами виробництва чи інших бізнес процесів, що відбуваються послідовно у часі.

## Огляд
Часова діаграма — це простий спосіб графічно представити та проаналізувати одномірний набір даних.
Загальні припущення, щодо набору даних:
- випадкові креслення;
- фіксований розподіл;
- із подібним становищем;
- із загальною шкалою.

На часових діаграмах зміни у розташуванні й масштабі, як правило, доволі очевидні. Також доволі легко виявляються викиди (точки, що різко відрізняються від інших даних).
Прикладами можуть бути вимірювання заповнення пляшок на заводі або температури води у посудомийній машині кожен раз, коли вона вмикається. Час, як правило, представлений на горизонтальній осі (Х) і майно, яке досліджується, по вертикалі (У). Часто вимірювання загальної тенденції даних (середнє значення або медіана) позначається горизонтальною лінією.
Графіки аналізуються, щоб знайти аномалії в даних, які свідчать про зрушення в процесі з плином часу, або спеціальні фактори, які можуть сприяти на мінливість процесу. Типовими факторами, які враховуються, є незвичайно довгий відрізок даних вище або нижче середньої лінії, загальне число таких відрізків у наборі даних, та незвичайно довгий ряд послідовно зростаючий або спадаючий.
Часові графіки схожі в деякому роді на контрольну карту, використовувану в статистичному управлінні процесом, але вони не показують контрольні межі процесу. Тому вони більш прості в складанні, але не дають повний спектр аналітичних методів, підтримуваних контрольними картами.